# Nadleśnictwo Strzelce
Nadleśnictwo Strzelce – jednostka organizacyjna Lasów Państwowych podległa Regionalnej Dyrekcji Lasów Państwowych w Lublinie. Siedziba nadleśnictwa znajduje się w Hrubieszowie, w powiecie hrubieszowskim, w województwie lubelskim. Nazwa nadleśnictwa pochodzi od wsi Strzelce w powiecie chełmskim.
Nadleśnictwo obejmuje część powiatów hrubieszowskiego, chełmskiego i zamojskiego. Wschodnią granicę nadleśnictwa stanowi granica państwowa z Ukrainą.

## Historia
Nadleśnictwo Strzelce powstało w 1936 i objęło lasy Ordynacji Zamojskiej przejęte przez Skarb Państwa za zaległe podatki oraz część lasów skarbowych nadleśnictwa Hrubieszów. Jego teren powiększył się w 1944 poprzez przyłączenie znacjonalizowanych przez komunistów lasów prywatnych. 1 stycznia 1973 połączono nadleśnictwa Strzelce i Hrubieszów.

## Ochrona przyrody
Na terenie nadleśnictwa znajdują się dwa rezerwaty przyrody:
- Liski
- Siedliszcze

oraz Strzelecki Park Krajobrazowy.

## Drzewostany
Typy siedliskowe lasów nadleśnictwa (z ich powierzchniowym udziałem procentowym):
- lasy 89,8%
- bory 5,9%
- ols 4,3%

Najważniejszym typem siedliskowym jest las świeży, który zajmuje 64% powierzchni lasów nadleśnictwa.
Gatunki lasotwórcze lasów nadleśnictwa (z ich udziałem procentowym):
- dąb 40,39%
- sosna 33,40%
- olsza 9,19%
- brzoza 7,85%
- topola 2,65%
- grab 2,03%
- jesion 1,42%
- osika 1,41%
- inne 1,67%

Przeciętna zasobność drzewostanów nadleśnictwa wynosi >232 m³/ha, a przeciętny wiek 58 lat.